# Función aleatoria
En la teoría de la probabilidad  y sus aplicaciones, como la estadística y la criptografía, una función aleatoria es una función elegida al azar de una familia de posibles funciones. Cada realización de una función aleatoria resultaría en una función diferente. Por lo tanto, el concepto de una función aleatoria es un ejemplo de un elemento aleatorio y por lo tanto es una generalización de la idea más simple de una variable aleatoria.
En cuanto a probabilidad y estadística, se estudia un tipo importante de función aleatoria bajo el nombre de proceso estocástico, para el que hay una variedad de modelos que describen sistemas en los que una observación es una función aleatoria del tiempo o del espacio. Sin embargo, existen otras aplicaciones en las que es necesario describir la incertidumbre con la que se conoce una función y donde el estado de conocimiento sobre la función verdadera puede expresarse diciendo que es una realización desconocida de una función aleatoria, por ejemplo en el proceso de Dirichlet.
Un caso especial de una función aleatoria es una permutación aleatoria, donde una realización puede ser interpretada como una función en el conjunto de enteros que describe la posición original de un elemento, donde el valor de la función proporciona la nueva posición (permutada) del elemento que estaba en una posición determinada.
En la criptografía, una función aleatoria puede ser un elemento básico útil en la habilitación de protocolos criptográficos.

## Definición
Una función aleatoria es un tipo de elemento aleatorio en el que se selecciona un único resultado de una familia de funciones, en la que la familia consiste en una clase de todos los mapas del dominio al codominio. Por ejemplo, la clase puede estar restringida a todas las funciones continuas o a todas las funciones discretas. Los valores determinados por una función aleatoria evaluados en diferentes puntos de la misma realización no serían estadísticamente independientes, pero, dependiendo del modelo, los valores determinados en el mismo o en diferentes puntos de diferentes realizaciones podrían ser tratados como independientes.

## Aplicaciones
Por lo tanto, se puede considerar una función aleatoria para asignar cada entrada independientemente al azar a cualquiera de las salidas posibles. Visto de esta manera es una idealización de una función hash.
Una función aleatoria es un componente útil para habilitar protocolos criptográficos. Sin embargo, existen escenarios en los que no es posible que partes mutuamente desconfiadas se pongan de acuerdo sobre una función aleatoria (es decir, el lanzamiento de monedas es imposible). Por lo tanto, los criptógrafos estudian modelos que permiten explícitamente el uso de una función aleatoria o un objeto relacionado.